# Maryn z San Marino
Maryn z San Marino (zm. ok. 375) – pustelnik i asceta, diakon, legendarny założyciel San Marino, którego jest patronem, święty Kościoła katolickiego.

## Życie
Nieznane są bliższe szczegóły życia i śmierci św. Maryna. Maryn miał pochodzić z wyspy Arbe (serb.-chorw. Rab) położonej na Morzu Adriatyckim u wybrzeży Dalmacji. Wraz ze swoim towarzyszem, św. Leonem, przybył do Rimini, portu włoskiego, gdzie obaj pracowali ciężko przy ładowaniu towarów, Były to czasy panowania Dioklecjana i Maksymiana. W czasie prześladowania obaj święci udali się na górę Tytana (Monte Titano), gdzie wystawili kościółek św. Piotra i obok skromną dla siebie celę pustelniczą. Niebawem jednak rozeszli się i św. Leon na pobliskim wzgórzu Monteferetro (obecnie San Leo) założył własną pustelnię. Po edykcie mediolańskim (313) biskup Rimini wezwał św. Maryna do siebie i wyświęcił go na diakona. Wezwał także św. Leona i wyświęcił go na kapłana, by mógł głosić Ewangelię tamtejszym góralom.

## Relikwie
W 1586 archiprezbiter kościoła św. Piotra w San Marino odnalazł relikwie świętego pod głównym ołtarzem. Napis na urnie potwierdził autentyczność relikwii, z których część w 1602 została umieszczona w bogatym relikwiarzu. W 1774 powstało bractwo ku czci św. Maryna. 

## Kult
Papież Pius VI zatwierdził jego kult w 1778. 
W 1926 roku Pius XI podniósł kościół św. Maryna (dawny św. Piotra) do godności bazyliki. Nad bazyliką wita przychodnia łaciński napis: Św. Mannowi (Marynowi), Patronowi i Fundatorowi Republiki. Za bazyliką znajduje się grota-kaplica z wykutymi ławami zwanymi łóżkami św. Maryna i św. Leona. 
W 1975, z okazji przypuszczalnej 1600. rocznicy śmierci, poczta San Marino wydała ku czci Świętego specjalne znaczki. 
Wspomnienie liturgiczne św. Maryna obchodzone jest 3 września.